# Karl Christoph Thiele
 Karl Christoph Thiele  (* 26. Juni 1715 in Markersbach bei Pirna; † 7. März 1796 in Meißen) war ein deutscher Porzellanmaler, Kupferstecher und Radierer.

## Leben
Karl Christoph Thiele wurde als Sohn eines Porzellanmalers am 26. Juni 1715 in Markersbach bei Pirna geboren. In seinen jungen Jahren entwickelte er sein Interesse für die Malerei und erhielt väterlicherseits eine Art Grundausbildung. Bei dem Kupferstecher Christian Gottlieb Werner erlernte er das Handwerk der Kupferstecherei.
Er schuf zahlreiche in Kupfer gestochene Ansichten (Prospekte) der Elblandschaften von Wittenberg bis Königstein sowie Städteansichten der Umgebung von Meißen bis Dresden. Dazu verfasste er Verse und kleine Geschichten, welche lokal veröffentlicht wurden. Von seinen Schriften sind einige Exemplare in den Staatlichen Kunstsammlungen Dresden erhalten.
Mit einer eigenen Kupferdruckpresse fertigte er seine Stiche selbst, um auch damit seinen Lebensunterhalt zu finanzieren. Ab dem Jahr 1740 war er an der Meißner Porzellanmanufaktur als Kunstmaler für Figuren- und Landschaftsmalerei künstlerisch tätig. Sein Sohn Carl Gottlieb (1741–1811) arbeitete später ebenfalls an der Porzellanmanufaktur Meißen als Blumen- und Pflanzenmaler.

## Werke
- Zur Ehre Gottes, in Versen mit gedruckten sächsischen Ansichten, gestochen von C. G. Werner.
- Gedichtzyklus Schönheiten der Natur in den lustigen Gegenden von Meißen bis Dresden, in 10 Kupfern dargestellt. Dresden 1769 (Digitalisat).